# Горовенко Ігор Сергійович
І́гор Сергі́йович Горове́нко (1986—2014) — старший солдат Збройних сил України, учасник російсько-української війни.

## Життєпис
Народився 1986 року в місті Кіровоград. В перший клас пішов у 33-тю школу, потім навчався у 23-й, у 24-й провчився до закінчення дев'ятого класу. Після армії працював автослюсарем, водієм, таксистом. 2013 року пішов на контрактну службу, водій-електрик електрик радіостанції центру управління зв'язком, 3-й окремий полк спецпризначення.
В березні 2014-го перед КПП частини збиралися родичі призваних — висловити своє невдоволення тим, що їх дітей забирають на війну. До Ігоря також прийшли родичі, але він відмовився виходити з території частини. з відпустки повертався в зону АТО
16 серпня 2014-го загинув під час обстрілу терористами з БМ-21 «Град» українських позицій поблизу Старобешевого. Поспішав на допомогу своїм побратимам, але автомобіль зламався. Під час ремонту машини влучив осколок від снаряду.
Похований на Рівнянському кладовищі в Кропивницькому Алея Слави.
Без Ігоря лишилися батьки, молодша сестра і племінниця, дружина й син 2012 р.н.

## Нагороди та вшанування
За особисту мужність і героїзм, виявлені у захисті державного суверенітету та територіальної цілісності України, вірність військовій присязі нагороджений
- орденом «За мужність III ступеня» (14 листопада 2014 року, посмертно).
- 21 січня 2015-го в Кропивницькому було встановлено пам'ятні дошки, зокрема, на будові Загальноосвітнього навчального закладу І-ІІІ ступенів № 24 — центру дитячої та юнацької творчості «Оберіг» — пам'яті Ігоря Горовенка.
- Його портрет розміщений на меморіалі «Стіна пам'яті полеглих за Україну» у Києві: секція 2, ряд 8, місце 38.
- Вшановується 16 серпня на щоденному ранковому церемоніалі вшанування українських захисників, які загинули цього дня у різні роки внаслідок російської збройної агресії[2]
- Медаль «За жертовність і любов до України»[3]